# La scogliera
La scogliera è un album di Luca Bonaffini pubblicato nel 2012 dall'etichetta discografica Soul Trade.

## Descrizione
Dopo cinque anni di assenza dal mercato discografico, il cantautore Luca Bonaffini realizza un'antologia dei suoi brani tratti soprattutto da Treni e  Il ponte dei maniscalchi, con nuovi arrangiamenti, curati da Roberto Padovan.
Dodici le canzoni in totale, tra le quali due inedite firmate con Pierangelo Bertoli negli anni novanta al tempo di Oracoli: Se ti ricorderai di me e Non recidere una rosa.

## Tracce
1. Generazioni – 3:59
2. Il ponte dei maniscalchi – 4:27
3. La scogliera – 3:48
4. L'oasi dei nannufari – 3:26
5. Mostra Mostar – 3:04
6. Non di sabato – 3:37
7. Santa Claus – 3:16
8. Scialle di pavone – 3:15
9. Se ti ricorderai di me – 4:13
10. Tempo di fare goal – 3:25
11. Non recidere una rosa – 2:47
12. Treni – 3:40